# ギョーカイ君が行く!
『ギョーカイ君が行く!』（ギョーカイくんがいく!）は、1987年（昭和62年）10月5日 - 11月9日にフジテレビ系の月9枠（月曜21:00 - 21:54（JST））で放送されていたテレビドラマである。全6話。平均視聴率は15.2%。フジサンケイグループの関連企業を舞台にした『業界ドラマシリーズ』の第4作。
レコード会社を舞台に、とんねるずの2人が演じる幼馴染でライバル同士のSP（セールスプロモーター）マンが、互いに新人歌手の売り込みに火花を散らす姿を描く。ポニーキャニオンが舞台となっている。 また、当初は『レコードぎんぎん物語』のタイトルで放送される予定だった。

## あらすじ
キャニオンレコードのSPマン・憲男は演歌部門の田塩事業部に所属し、主に演歌系の歌手のレコードセールスを行っている。ある日、田塩のライバルであるポップス・ニューミュージック部門の真中事業部に、新人SPマンの貴志が引き抜きでやって来た。実は憲男と貴志は幼稚園から高校までの同級生だが、顔を合わせればいつもケンカばかり。7年ぶりに対面し、早速ケンカになってしまった2人の前に、制作本部長秘書の涼子が現れた。憲男と貴志のケンカは、2人の同級生でマドンナ的存在であった涼子が原因でもあった。

## キャスト
- 高倉貴志：石橋貴明（とんねるず）
- 鶴田憲男：木梨憲武（とんねるず）
- 流山涼子：浅野温子
- 中野隆二：中村繁之
- 宮本幸子：宮崎萬純
- 藤めぐみ（オープロの新人歌手）：真璃子
- 田塩辰次：梅宮辰夫
- 真中慎太郎：村井国夫
- 直木啓之介：谷啓
- 松尾ともみ（オープロ社長）：加賀まりこ

## スタッフ
- 企画：前田和也、亀山千広
- 脚本：土屋斗紀雄、奥村俊雄
- 音楽：本多俊之
- 主題歌：真璃子「疑問符」（フォーライフ・レコード）
- 挿入歌：とんねるず「そこはかとなく揺らめきハート」「なぐさめ」「なお、あなたを…」（いずれもポニーキャニオン）
- プロデューサー：中山和記、高橋萬彦
- 演出：福本義人、服部嘉和
- 技術協力：バスク
- 協力：ポニーキャニオン
- 制作：フジテレビ、共同テレビ

## 放送日程
| 各話             | 放送日   | サブタイトル     | 脚本       | 演出     | 視聴率 |
| ---------------- | -------- | ---------------- | ---------- | -------- | ------ |
| 第1話            | 10月5日  | レコード仁義物語 | 土屋斗紀雄 | 福本義人 | 19.3%  |
| 第2話            | 10月12日 | あの日に帰りたい | 土屋斗紀雄 | 福本義人 | 13.9%  |
| 第3話            | 10月19日 | アイドルが消えた | 土屋斗紀雄 | 福本義人 | 15.0%  |
| 第4話            | 10月26日 | あいつが結婚!?   | 奥村俊雄   | 服部嘉和 | 13.8%  |
| 第5話            | 11月2日  | オレ達に曲がない | 土屋斗紀雄 | 福本義人 | 13.2%  |
| 最終話           | 11月9日  | のっとれ!!歌番組 | 土屋斗紀雄 | 福本義人 | 15.8%  |
| 平均視聴率 15.2% |          |                  |            |          |        |